# Thunderbird Classic 1976
Thunderbird Classic 1976, також відомий за назвою спонсора як Talley Industries Phoenix Thunderbird Women's Tournament, - жіночий тенісний турнір, що проходив на відкритих кортах з твердим покриттям Arizona Biltmore Hotel у Фініксі (США). Проходив у рамках Туру WTA 1976. Відбувся вшосте і тривав з 4 жовтня до 10 жовтня 1976 року. Перша сіяна Кріс Еверт здобула титул в одиночному розряді й отримала за це 14 тис. доларів США.

## Фінальна частина

### Одиночний розряд
Кріс Еверт —  Діанне Фромгольтц 6–1, 7–5

### Парний розряд
Біллі Джин Кінг /  Бетті Стов —  Лінкі Бошофф /  Ілана Клосс 6–2, 6–1

## Розподіл призових грошей
| Дисципліна       | П       | F      | 3-тє   | 4-те   | ЧФ     | 1/8  | 1/16 | 1/32 |
| Одиночний розряд | $14,000 | $7,200 | $3,750 | $3,000 | $1,600 | $900 | $500 | $350 |